# Власов, Александр Михайлович (эсер)
Александр Михайлович Власов (1892—1937) —  агроном, эсер, член Всероссийского учредительного собрания.

## Биография
Родился в деревне Амосовка  Рождественской волости Курского уезда Курской губернии. 
Выпускник Вятского реального училища, затем окончил Лесной институт, по другим сведениям Московский сельскохозяйственный институт. С 1912 года находился под полицейским надзором. Член партии эсеров. В 1917 году служил помощником губернского комиссара, являлся председателем уездного продкомитета, состоял в Курском губернском Народном совете. Избран депутатом Совета Рабочих и солдатских депутатов. Участвовал в работе III съезда партии социалистов-революционеров. 
В конце 1917 года был избран во Всероссийское учредительное собрание в Курском избирательном округе  по списку № 1 (эсеры).  Участвовал в заседании Учредительного собрания 5 января 1918 года. В 1918 член Комуча. 
В 1920-е жил в Курской губернии. Впервые арестован Курской губернской ЧК  в сентябре 1920 года  вместе с другими  правыми эсерами: Ф. И. Кутеповым, И. М. Неймарком, М. А. Пискуновым и П. Ф. Щекиным. Затем снова арестован в 1922 году, приговорён к ссылке в Чердынь за организацию эсеровской группы.
В 1930 году работал агрономом-экономистом Колхозсоюза  Центрально-Чернозёмной области (ЦЧО). 2 сентября 1930 года арестован ОГПУ по ЦЧО по делу  Воронежской «Трудовой крестьянской партии». Был обвинен в том, что примыкал к ТКП, пропагандировал её идеалы, хранил нелегальную литературу, поддерживал связи с эсеровскими ссыльными. 18 февраля 1931 года Коллегией ОГПУ по статье 58 пунктам 10, 11 приговорён к 3 годам заключения в местах лишения свободы, подведомственных ОГПУ, (Владимирский централ, Верхнеуральский изолятор), конфискации имущества и высылке семьи. (По этому делу реабилитирован 28 мая 1957 года). Вновь арестован в 1937, расстрелян.

### Рекомендуемые источники
- Битюцкий В. И. Воронежское дело Бориса Камкова. // Из истории Воронежского края. Вып. 7. Воронеж, 1998;
- Салтык Г. А. Создание и деятельность партии социалистов-революционеров в губерниях Чернозёмного центра России (конец XIX века — октябрь 1917 г.). Курск, 1999.